# Menhard II. Tyrolský
Menhard II. též Menhart Tyrolsko-Gorický (1238 — 1. listopadu 1295 Greifenburg) z rodu Menhardovců byl hrabě gorický a tyrolský.

## Život
Narodil se jako syn hraběte Menharda I. a Adély, dcery Albrechta III. Pomáhal Rudolfu I. Habsburskému v boji s českým králem Přemyslem Otakarem II. Roku 1276 obsadil se svým bratrem Albrechtem Přemyslovo Kraňsko. Za tyto zásluhy byl roku 1286 jmenován korutanským vévodou, a stal se tak říšským knížetem.
Koncem šedesátých let se oženil s Alžbětou Bavorskou, vdovou po římském králi Konrádovi IV., matkou Konradina. Z tohoto manželství se narodilo asi šest dětí. Patří mezi ně pozdější český král Jindřich Korutanský a také manželka Habsburka Albrechta Alžběta.
Menhard zemřel roku 1295 a je pohřben po manželčině boku v cisterciáckém klášteře Stams.